# Provodovice
Provodovice (en allemand : Prowodowitz) est une commune du district de Přerov, dans la région d'Olomouc, en République tchèque. Sa population s'élevait à 155 habitants en 2020.

## Géographie
Rouské se trouve à 5 km au sud-ouest du centre de Kelč, à 24 km à l'est de Přerov, à 41 km à l'est-sud-est d'Olomouc et à 250 km à l'est-sud-est de Prague.
La commune est limitée par Všechovice au nord-ouest et au nord, par Kelč à l'est, par Komarno au sud-est et au sud, par Osíčko au sud, et par Horní Újezd à l'ouest.

## Histoire
La première mention écrite de la localité date de 1302.

## Transports
Par la route, Provodovice se trouve à 12 km de Bystřice pod Hostýnem, à 29,5 km de Přerov, à 53 km d'Olomouc et à 309 km de Prague.